# Alexandre Livchitz (homme politique)
Alexandre Yakovlievitch Livchitz (en russe : Александр Яковлевич Лившиц ; né le 6 septembre 1946 à Berlin et mort le 25 avril 2013 à Moscou) est un entrepreneur et homme politique russe qui a été ministre des Finances de la fédération de Russie entre 1996 et 1997 et de 2001 à sa mort, vice-président de RUSAL, le conglomérat d'aluminium le plus important du monde.
Il avait le grade civil de conseiller d'État effectif de la fédération de Russie de 1re classe.

## Biographie

### Formation
Alexandre Livchitz est le fils de Yakov Lazarevitch Livchitz, officier de l'Armée rouge d'origine juive et neveu d'Edouard Livchitz qui fut ministre de la voirie et des routes de l'URSS et fusillé pendant les purges staliniennes, le 24 novembre 1950. 
Après la fin de ses études secondaires, il termine ses études à l'Université d'automatisation et de télémécanique de Moscou et devient membre du PCUS en 1966, qu'il est resté jusqu'en 1991. Dans les années 1970, il reçoit un diplômé d'études de troisième cycle dans le domaine de la cybernétique économique à l'Institut d'économie nationale Plekhanov de Moscou. Ensuite, il travaille à partir de 1974 à l'Institut des machines-outils, où il dirige le département d'économie politique jusqu'en 1992.

### Collaborateur de Boris Eltsine et ministre
Après la dislocation de l'URSS et la formation de la nouvelle fédération de Russie, il devient chef adjoint du Centre d'analyse de l'administration présidentielle du président Boris Eltsine en avril 1992 et est à ce titre dès septembre 1993 membre d'un groupe de travail sur les dispositions analytiques de la réforme constitutionnelle. Livchitz sert ensuite du 2 mars 1994 au 22 août 1996 en tant que chef de l'administration présidentielle et conseiller économique du président.
Le 14 août 1996, le président Eltsine le nomme un des vice-premiers ministres du gouvernement du Premier ministre Viktor Tchernomyrdine ; Livchitz occupe ce poste jusqu'au 17 mars 1997. Parallèlement, il devient également ministre des Finances, succédant à Vladimir Panskov et tient ce poste jusqu'au 17 mars 1997 et le départ d'Anatoli Tchoubaïs,.
Livchitz revient ensuite dans l'administration présidentielle, devenant chef adjoint de l'administration présidentielle entre mars 1997 et août 1998 et en même temps, dès juillet 1997, également représentant du président Eltsine au Conseil bancaire national. Il démissionne à la suite de la crise financière,,. Après cela, il dirige à partir d'août 1998 la revue Économie politique (Экономическая политика) publiée par l'Académie présidentielle d'économie nationale et d'administration publique. En même temps à partir de novembre 1998, il est modérateur d'une émission télévisée de NTV, Demandez à Livchitz et tient pendant dix ans un éditorial hebdomadaire jusqu'en 2008 pour le journal Izvestia. 
En juin 1999, il est nommé ministre des Affaires présidentielles spéciales pour le Groupe des Huit par le président Eltsine,, et garde cette fonction jusqu'à la fin de l'ère Eltsine, le 31 décembre 1999.

### Entrepreneur
Après avoir quitté le gouvernement, Livchits passe aux affaires et en 2000 devient président du conseil d'administration de l'institution financière Crédit russe (Российский кредит). Le 2 juillet 2001, il devient directeur des projets internationaux et des projets spéciaux et directeur général adjoint de RUSAL, qui est le plus grand producteur mondial d'aluminium depuis sa fusion avec Siberian-Urals Aluminium Company (SUAL) en 2006. Il tient le poste de vice-président de cette entreprise jusqu'à sa mort.

## Quelques publications
- Введение в рыночную экономику, Moscou, 1992, en deux tomes (Introduction à l'économie de marché)
- Экономическая реформа в России и её цена, Moscou, 1994, 206 pages (La Réforme économique en Russie et son coût).

## Source de la traduction
- (de) Cet article est partiellement ou en totalité issu de l’article de Wikipédia en allemand intitulé « Alexander Jakowlewitsch Liwschiz » (voir la liste des auteurs).